# Зайцево (Белёвский район)
Зайцево — деревня в Белёвском районе Тульской области России. Население - 88 человек (2021).
В рамках административно-территориального устройства входит в Бобриковский сельский округ Белёвского района, в рамках организации местного самоуправления включается в сельское поселение Левобережное.

## География
Расположена в 20 км к югу от районного центра, города Белёва, и в 121 км к юго-западу от областного центра. 

## Население
| 2002 | 2010 |
| ---- | ---- |
| 196  | ↘128 |